# NGC 687
NGC 687 (również PGC 6782 lub UGC 1298) – galaktyka soczewkowata (S0), znajdująca się w gwiazdozbiorze Andromedy. Odkrył ją William Herschel 21 września 1786 roku.